# Nado sincronizado no Campeonato Europeu de Esportes Aquáticos de 2016 - Rotina livre equipes
A prova da rotina livre equipes do nado sincronizado no Campeonato Europeu de Esportes Aquáticos de 2016 ocorreu entre os dias 11 e 13 de maio em Londres, no Reino Unido. 

## Calendário
| Fase       | Data       | Hora  |
| ---------- | ---------- | ----- |
| Preliminar | 11 de maio | 09:00 |
| Final      | 13 de maio | 16:00 |

Todos os horários estão no horário local (UTC+0)

## Medalhistas
| Ouro | Prata | Bronze |
| Ucrânia · Lolita Ananasova · Olena Grechykhina · Daria Iushko · Oleksandra Sabada · Kateryna Sadurska · Anastasiya Savchuk · Kseniya Sydorenko · Anna Voloshyna · Oleksandra Kashuba (reserva) · Olga Kondrashova (reserva) · Kateryna Reznik (reserva) · Olha Zolotarova (reserva) | Itália · Elisa Bozzo · Beatrice Callegari · Camilla Cattaneo · Linda Cerruti · Francesca Deidda · Costanza Ferro · Manila Flamini · Mariangela Perrupato · Sara Sgarzi · Costanza Di Camillo (reserva) · Gemma Galli (reserva) | Espanha · Alba María Cabello · Clara Camacho · Helena Jauma · Cecilia Jiménez · Carmen Juárez · Meritxell Mas · Paula Ramírez · Cristina Salvador · Berta Ferreras (reserva) |

## Resultados
Esses foram os resultados da competição.
| Pos.              | Nacionalidade | Preliminar | Preliminar | Final   | Final |
| Pos.              | Nacionalidade | Pontos     | Pos.       | Pontos  | Pos.  |
| ----------------- | ------------- | ---------- | ---------- | ------- | ----- |
| Medalha de ouro   | Ucrânia       | 93.8000    | 1          | 94.0000 | 1     |
| Medalha de prata  | Itália        | 91.8000    | 2          | 91.2333 | 2     |
| Medalha de bronze | Espanha       | 90.0333    | 3          | 89.6667 | 3     |
| 4                 | Grécia        | 86.5667    | 4          | 87.4667 | 4     |
| 5                 | França        | 85.9667    | 5          | 85.3333 | 5     |
| 6                 | Suíça         | 82.2333    | 6          | 83.0000 | 6     |
| 7                 | Bielorrússia  | 80.8667    | 7          | 81.6667 | 7     |
| 8                 | Reino Unido   | 78.9667    | 8          | 79.0000 | 8     |
| 9                 | Israel        | 75.1667    | 9          | 75.7333 | 9     |
| 10                | Portugal      | 69.8667    | 10         | 71.8000 | 10    |